# Пресняков Микита Володимирович
Микита Володимирович Пресняков (народився 21 травня 1991) — російський актор і співак, син Володимира Преснякова і Христини Орбакайте. Онук Алли Пугачової.

## Біографія
Зіграв головну роль в шкільному спектаклі «Незнайка в Квітковому місті». Ще будучи маленьким, Микита захоплювався зйомками на відеокамеру, робив побутові зйомки. Пізніше створив фантастичний трилер за мотивами «Матриці». Знявся у фільмах «Індиго» (2008) в епізодичній ролі, «В гостях у $kazki» (2009) в головній ролі, «Ялинки».
З 2009 року навчається в Нью-Йоркській кіноакадемії, знімає навчальні короткометражки. На святковому концерті на честь 60-річчя Алли Пугачової виступив з піснею англійською мовою «Say It ain't so».
Більше 4-х років зустрічається з уродженкою Казахстану, майбутньою нареченою Аїдою Кулієвою, з якою вони познайомилися в Нью-Йоркській кіноакадемії. Захоплюється катанням та трюками на скейтборді. Веде в інтернеті особистий блог, публікує створені фільми та пісні.
У 2012 році виступив оператором та режисером кліпу «Смачно» Тамерлана Садвакасова. Також 2012 року став переможцем в шоу пародій ШоумаSтгоуон на українському Новому каналі, в якому брав участь впродовж двох місяців. Після участі в шоу його популярність значно зросла.